# Liste der Kulturdenkmäler in Beselich
Die folgende Liste enthält die in der Denkmaltopographie ausgewiesenen Kulturdenkmäler auf dem Gebiet  der Gemeinde Beselich, Landkreis Limburg-Weilburg, Hessen.
Hinweis: Die Reihenfolge der Denkmäler in dieser Liste orientiert sich zunächst an Ortsteilen und anschließend der Anschrift, alternativ ist sie auch nach der Bezeichnung, der vom Landesamt für Denkmalpflege vergebenen Nummer oder der Bauzeit sortierbar.
Kulturdenkmäler werden fortlaufend im Denkmalverzeichnis des Landes Hessen durch das Landesamt für Denkmalpflege Hessen auf Basis des Hessischen Denkmalschutzgesetzes (HDSchG) geführt. Die Schutzwürdigkeit eines Kulturdenkmals hängt nicht von der Eintragung in das Denkmalverzeichnis des Landes Hessen oder der Veröffentlichung in der Denkmaltopographie ab.

## Kulturdenkmäler nach Ortsteilen

### Heckholzhausen
| Bild            | Bezeichnung          | Lage                                                          | Beschreibung | Bauzeit                | Objekt-Nr. |
| --------------- | -------------------- | ------------------------------------------------------------- | --- | ---------------------- | ---------- |
| Bild gesucht BW | Wohnhaus             | Bahnhofstraße 9 LageFlur: 2, Flurstück: 129/2                 | | Ende 19. Jahrhundert   | 50705 DDB  |
| Brunnen         | Brunnen              | Brunnenstraße LageFlur: 2, Flurstück: 27                      | | Ende 19. Jahrhundert   | 50710 DDB  |
| weitere Bilder  | Evangelische Kirche  | Kirchberg, Weilburger Straße LageFlur: 2, Flurstück: 250, 251 | | 1899                   | 50720 DDB  |
| Stollenportal   | Stollenportal        | Lahrer Weg 7 LageFlur: 2, Flurstück: 220/10                   | | 1905 bis 1915          | 50712 DDB  |
| Wohnhaus        | Wohnhaus             | Limburger Straße 4 LageFlur: 2, Flurstück: 203/1              | | Anfang 19. Jahrhundert | 50713 DDB  |
| Rathaus         | Rathaus              | Oberdorf 3 LageFlur: 2, Flurstück: 6                          | Das Gebäude wurde als Rathaus im Jahr 1927 erbaut. Nach dem Zusammenschluss zur Gemeinde Beselich wurde das Gebäude als Dorfgemeinschaftshaus genutzt. Nach einer grundlegenden Sanierung steht es seit September 2007 der Bevölkerung als Bürgerhaus zur Verfügung. | 1927                   | 50715 DDB  |
| weitere Bilder  | Ehemaliges Pfarrhaus | Oberdorf 28 LageFlur: 2, Flurstück: 67                        | | Anfang 19. Jahrhundert | 50717 DDB  |
| Bild gesucht BW | Alte Schule          | Schießberg 2 LageFlur: 2, Flurstück: 188/3                    | | 1825 bis 1835          | 50718 DDB  |

### Niedertiefenbach
| Bild                                             | Bezeichnung                                      | Lage                                                                             | Beschreibung | Bauzeit                | Objekt-Nr. |
| ------------------------------------------------ | ------------------------------------------------ | -------------------------------------------------------------------------------- | --- | ---------------------- | ---------- |
| Bild gesucht BW                                  | Wegekreuz                                        | Auf Mendele (bei Runkeler Straße) LageFlur: 7, Flurstück: 85                     | | 1743                   | 50757 DDB  |
| weitere Bilder                                   | Ehemalige Klosterkirche (Ruine)                  | Beim Hof o. Nr. LageFlur: 4, Flurstück: 69                                       | Auf dem Beselicher Kopf befindet sich die restaurierte Ruine der Basilika eines ehemaligen Prämonstratenserinnen-Klosters, dessen Gründung 1163 vom Trierer Erzbischof Hillin von Fallemanien bestätigt wurde, nachdem zuvor bereits der Priester Gottfried von Beselich dort eine kleine Kirche nebst einem zehntfreien Hof errichtet hatte. Kurz nach der Klostergründung wurde die Kirche errichtet, deren Reste heute noch zu sehen sind. Bei ihr handelte es sich um eine dreischiffige romanische Basilika ohne Querschiff. Alle drei Kirchenschiffe waren von nach Osten ausgerichteten Apsiden abgeschlossen und mit jeweils fünf Säulen voneinander getrennt. Die gesamte Basilika war 37 Meter lang und 18 Meter breit. Durch den Eintritt zahlreicher adliger Töchter und die damit verbundenen Schenkungen wurde das Kloster schnell wohlhabend. Mit einem spätestens für 1545 verbürgten Jahrmarkt am 15. Juli spielte das Kloster zudem eine wichtige wirtschaftliche Rolle. Allerdings folgten im Spätmittelalter mehrere Überfälle, nach deren letzten im 15. Jahrhundert das Kloster wirtschaftlich zusammenbrach. Im Verlauf der Reformation am Ende des 16. Jahrhunderts verließen die Nonnen das Kloster. Kurze Zeit diente die Anlage noch als Hospital, bevor sie Anfang des 17. Jahrhunderts dem Verfall preisgegeben wurde. In dieser Zeit entstanden die heutigen Gebäude des benachbarten Hofguts, die teilweise aus Steinen des Klosters erbaut wurden. 1637 gingen die Reste des Klosters in den Besitz der Hadamarer Niederlassung des Jesuitenordens über, die die Gebäude aber lediglich als Steinbruch nutzten. Um 1660 war die Anlage weitgehend im heutigen Zustand, in dem nur noch die Außenwand des Narthex erhalten ist. 1985 übernahm der im Mai 2019 aufgelöste „Verein zur Erhaltung der Klosterruine Beselich“ die denkmalgeschützten Baureste und begann im Folgejahr mit Restaurierungsarbeiten. Die Ruine der Basilika ist auch Ausgangspunkt für landschaftlich attraktive Wanderwege. Von der errichteten Kirche bestehen noch Erdgeschossmauern des Westbaues (ca. 18 × 7 Meter). Er war unten gewölbt und nahm oben die Nonnenempore auf. Die 1954 durchgeführte Grabung lässt auf eine dreischiffige und flachgedeckte Pfeilerbasilika schließen. Sie hatte fünf Arkaden und gestaffelte Chorapsiden ohne Querschiff. | Ende 12. Jahrhundert   | 50771 DDB  |
| weitere Bilder                                   | Prozessionsweg Obertiefenbach                    | Beselicher Holz, Beim Hof LageFlur: 4, 13, Flurstück: 64, 10, 11, 16, 3, 4, 9    | Die sieben Kapellchen, die an die Sieben Schmerzen Mariens erinnern, am Betweg im Wald von Obertiefenbach zur Kapelle, gehören nach ihrer Fertigstellung im Jahr 1877 zu dem Ensemble der Wallfahrtskapelle „Maria Hilf“ auf dem Beselicher Kopf. Die einzelnen Kapellchen zeigen im Innern folgende Abbildungen der Sieben Schmerzen Mariens: Die Prophezeiung Simeons, die Flucht nach Ägypten, die Aufsuchung des vermissten Sohnes, die Begegnung Jesu auf dem Kreuzwege, Jesus am Kreuz, Abnahme Jesu vom Kreuz, sowie die Grablegung Jesu. | 1877                   | 50778 DDB  |
| Bild gesucht BW                                  | Wohnhaus                                         | Brückenstraße 17 LageFlur: 1, Flurstück: 1                                       | | Anfang 18. Jahrhundert | 50726 DDB  |
| Bild gesucht BW                                  | Wegekreuz                                        | Dehrner Straße 2 LageFlur: 1, Flurstück: 24                                      | | Anfang 19. Jahrhundert | 50740 DDB  |
| Bild gesucht BW                                  | Wegekreuz                                        | Dehrner Straße (K 461) LageFlur: 2, Flurstück: 12                                | | 1782                   | 50728 DDB  |
| Bild gesucht BW                                  | Bildstock                                        | Eckstraße o. Nr. (Ecke Grabenstraße) LageFlur: 1, Flurstück: 196/1               | | 1895 bis 1905          | 50751 DDB  |
| Bild gesucht BW                                  | Gesamtanlage                                     | Gesamtanlage Niedertiefenbach Lage                                               | |                        | 50723 DDB  |
| Bild gesucht BW                                  | Ehemalige Schule                                 | Grabenstraße 2 LageFlur: 1, Flurstück: 111                                       | | 1835                   | 50743 DDB  |
| Bild gesucht BW                                  | Wohnhaus                                         | Grabenstraße 3 LageFlur: 1, Flurstück: 200                                       | | 1725 bis 1775          | 50745 DDB  |
| Bild gesucht BW                                  | Bildstock                                        | Grabenstraße 7 LageFlur: 1, Flurstück: 198/1                                     | | 1795 bis 1805          | 50749 DDB  |
| Bild gesucht BW                                  | Wohnhaus                                         | Grabenstraße 7 LageFlur: 1, Flurstück: 198/1                                     | | 1725 bis 1775          | 50748 DDB  |
| Bild gesucht BW                                  | Wohnhäuschen                                     | Grabenstraße 12 LageFlur: 1, Flurstück: 126                                      | | Ende 18. Jahrhundert   | 50746 DDB  |
| Bild gesucht BW                                  | Wegekreuz                                        | Grabenstraße 39 LageFlur: 1, Flurstück: 146/1                                    | | 1853                   | 50753 DDB  |
| Ehemaliger Hospitalbau und Hofgut                | Ehemaliger Hospitalbau und Hofgut                | Hof Beselich 1 LageFlur: 4, Flurstück: 61                                        | | 1590 bis 1640          | 50773 DDB  |
| Ehemaliges Kloster Beselich und Wallfahrtsstätte | Ehemaliges Kloster Beselich und Wallfahrtsstätte | Hof Beselich 1, 2, 3 LageFlur: 4, Flurstück: 61, 66/1, 66/2                      | |                        | 50770 DDB  |
| weitere Bilder                                   | Kreuzweg Niedertiefenbach                        | Kirchberg, Beselicher Hain, Beim Hof LageFlur: 4, 13, Flurstück: 133/2, 71/1, 14 | | 1932                   | 50776 DDB  |
| weitere Bilder                                   | Katholische Pfarrkirche St. Marien und Pfarrhaus | Kirchberg o. Nr., Pfarrhaus LageFlur: 1, Flurstück: 117, 119                     | | 1869                   | 50724 DDB  |
| Bild gesucht BW                                  | Wohnhaus                                         | Runkeler Straße 11 LageFlur: 2, Flurstück: 48                                    | | 1745 bis 1755          | 50755 DDB  |
| Bild gesucht BW                                  | Wohnhaus                                         | Runkeler Straße 15 LageFlur: 2, Flurstück: 45/1                                  | | 1725 bis 1775          | 50758 DDB  |
| Bild gesucht BW                                  | Wohnhaus                                         | Runkeler Straße 16 LageFlur: 2, Flurstück: 53                                    | | 1725 bis 1775          | 50764 DDB  |
| Bild gesucht BW                                  | Kapelle                                          | Runkeler Straße (L 3022) LageFlur: 2, Flurstück: 49                              | | 1825 bis 1875          | 50761 DDB  |
| Bild gesucht BW                                  | Ehemalige Volksschule                            | Schulstraße 13 LageFlur: 1, Flurstück: 219/7                                     | | 1931                   | 50765 DDB  |
| weitere Bilder                                   | Katholische Wallfahrtskapelle und Kreuzwege      | Wallfahrtskapelle 1 LageFlur: 4, Flurstück: 59                                   | Die Kapelle „Maria Hilf“ liegt auf dem Beselicher Kopf. Diese Kapelle zu Ehren der 14 Nothelfer verdankt ihren Ursprung der Initiative eines Franziskaner-Eremiten, des Ordensbruders Leonhard (bürgerlicher Name: Georg Niederstraßen). Er wurde 1709 geboren und baute nach einem ausgedehnten Wanderleben um 1760 hier an der Stätte des ehemaligen Klosters Beselich mit Hilfe der Bevölkerung eine Kapelle und eine Eremitage, die im Jahr 1767 eingeweiht wurden. Die Kapelle wurde im Jahr 2002 durch Spenden der Bevölkerung und mit Unterstützung des Bistums Limburg innen renoviert und zum Teil im ursprünglichen Zustand wiederhergestellt und gehört zur Kath. Kirchengemeinde St. Ägidius Obertiefenbach. Heute ist die Kapelle täglich das Ziel vieler Pilger und Beter. In den Monaten Mai bis August finden jeweils am ersten Sonntag des Monats und am letzten Sonntag im September um 10:45 Uhr eine Eucharistiefeier und um 17:00 Uhr eine Marienandacht statt. Zum Gebet ist die Kapelle ganzjährig geöffnet. Auf dem Weg von Obertiefenbach bis zur Wallfahrtskapelle stehen sieben kleine Kapellchen zum Gedächtnis der Sieben Schmerzen Mariens. Der neugotische Chor sowie die Eingangsseite mit Turm und Außenkanzel stammen aus einem Umbau Ende des 19. Jhs., den Bischof Blum angeregt hatte. Unter den älteren Bildwerken befinden sich zwei spätgotische Reliefs der Heiligen St. Georg und St. Martin sowie eine kleine Pietà (Anfang 15. Jh.). Im Portal sind Grabplatten, u. a. von 1623. An der Fassade sind Terrakotta-Reliefs und davor die Statue des heilenden Christus angebracht; jeweils um 1900. Das angefügte Satteldachhäuschen ist älteren Ursprungs und vielleicht die ehemalige Einsiedlerwohnung. | 1767                   | 50775 DDB  |

### Schupbach
| Bild                 | Bezeichnung                                            | Lage                                                                                       | Beschreibung | Bauzeit                | Objekt-Nr. |
| -------------------- | ------------------------------------------------------ | ------------------------------------------------------------------------------------------ | --- | ---------------------- | ---------- |
| weitere Bilder       | Stolleneingang                                         | Althäuser Wald LageFlur: 19, Flurstück: 1                                                  | Der Christiansstollen war ein Gemeinschaftsprojekt der Firmen Krupp und Buderus, die aus diesem Stollen Erze der Gruben Hermine (Buderus) und Magnet (Krupp) transportierten. Die Erze wurden an einer unmittelbar benachbarten Anlage sortiert und auf eine Bahn verladen. Über ein privates, also Buderus und Krupp gehörendes Gleisstück wurden die Erze zum nahegelegenen Bahnhof Christianshütte transportiert. 1931 wurde der Erzabbau über den Christiansstollen eingestellt. Das Portal hat eine Einfassung für eine Tafel o. ä., diese wurde jedoch anscheinend nie genutzt. Heute (2018) zeigt sich das Portal in einem renovierungsbedürftigen Zustand. | 1905–1914              | 50826 DDB  |
| Bild gesucht BW      | Hüttenhof mit Hochofenturm und Maschinenhaus           | Christianshütte, Christianshütte 9, 9a, 10 LageFlur: 20, Flurstück: 52/4, 52/5, 52/7, 52/8 | Ehem. Hüttengelände während der Zeit der Eisenerzverhüttung auf der Christianshütte (1780–1880). Der Aussichtsturm, der inzwischen gekürzt wurde, wurde gegen Ende des 19. Jahrhunderts von der Kerkerbachbahn Actiengesellschaft errichtet, als diese die Christianshütte zur „Sommerfrische“ mit Bahnrestauration umgebaut hat. Der Gründungsstein mit der Jahreszahl 1783 stammt aus einem anderen Gebäude, wahrscheinlich aus dem Kohleschuppen, der vorher an der gleichen Stelle stand. Auf dem Gelände befand sich noch lange ein Schornstein, der zu einer Winderhitzeranlage gehörte. Am Schupbacher Bahnhof wurde ein Betriebsgraben abgenommen, der bis zu diesem Hüttengelände führte und zwei Blasebälge des Holzkohlehochofens betrieb. Das sog. Maschinenhaus stammt aus der Jahrhundertwende ins 20. Jahrhundert und war eine Werkstätte der Kerkerbachbahn Actiengesellschaft. Hinter dem Maschinenhäuschen gelegen befanden sich der Holzkohlehochofen und später die drei Kupolöfen, von denen jedoch nur zwei kurze Zeit in Betrieb waren. | 1780–1880              | 50824 DDB  |
| Bild gesucht BW      | Ehem. Verwaltungsgebäude (Bruchsteinbau)               | Christianshütte 1 LageFlur: 20, Flurstück: 48/1                                            | Das umgangssprachlich „Herrenhaus“ genannte Gebäude wurde 1780–1783 von Johann Haentjens und Dick van Hees errichtet. Beides waren holländische Unternehmer aus Mülheim an der Ruhr (bei Köln). Sie erhielten von Graf Johann Christian zu Wied-Runkel eine Konzession zur Errichtung eines Hüttenwerkes. Zu des Grafen Ehren wurde der Platz „Christianshütte“ genannt. Das Wappen der Fam. Haentjens ist über der Eingangstüre angebracht. Dieses Gebäude diente auch den beiden folgenden Hüttenbetreibern, der Firma Mertens aus Frankfurt und der Firma Buderus aus Wetzlar, als Verwaltungsgebäude. Auch der letzte Eigentümer, die Kerkerbachbahn Actiengesellschaft, nutzte das Gebäude in gleicher Weise. Nach Ende des Zweiten Weltkriegs diente das Gebäude privaten Wohnzwecken. | 1783                   | 50818 DDB  |
| Bild gesucht BW      | ehem. Gerberei, später Gaststätte                      | Christianshütte 3, 5 LageFlur: 20, Flurstück: 48/7, 48/8                                   | Bei diesem Gebäude handelt es sich um das älteste am Platz. Es handelt sich um einen langgestreckten Bau mit Mansardengiebel und kleinen Walmen. Bevor die Christianshütte 1780 ihren Namen bekam, war es auch das einzige Gebäude am Platz. Das Gebäude wurde einst um einen gleich großen Teil in Richtung Nordwesten verlängert. Das spätere Aussehen erlangte das Gebäude durch späteres Verkleiden und Verputzen. Das Gebäude wurde als (Loh-)Gerberei genutzt. Große Holzbestände und Kalk zum Gerben waren in der Region ausreichend vorhanden. Das Haus erreicht ein Kanal, mit Hilfe dessen Wasser vom Kerkerbach abgezweigt wurde. Dazu wurde einige hundert Meter nördlich im Kerkerbach ein Wehr errichtet. Der Kanal verlief damals im Freien am Haus vorbei, bevor das Haus vergrößert wurde. Im Keller sind heute noch flache Becken zu sehen, dies sind schöne Hinweise auf die Gerberei. Während der Zeit, in der Haentjens/van Hees ab 1783 auf der Christianshütte Erz verhütteten, wird das Gebäude noch als Gerberei bezeichnet. Die spätere Nutzung, insbesondere zwischen 1820 und 1880, als Buderus als Hüttenbetreiber tätig war, ist nicht bekannt. Als die Kerkerbachbahn Actiengesellschaft die Christianshütte 1880 von der Firma Buderus gekauft hat, wurde das Gebäude zu einer Gastwirtschaft umgebaut. Seit dem Ende des Zweiten Weltkriegs dient das Haus privaten Wohnzwecken. | 1725 bis 1775          | 50820 DDB  |
| Bild gesucht BW      | Villa Silva                                            | Christianshütte 14 LageFlur: 20, Flurstück: 50/1                                           | Die Kerkerbachbahn Actiengesellschaft hat die Villa Silva (lat. Wald), die seit jeher diesen Namen trug, zwischen 1890 und 1893 gebaut. Es handelt sich um ein dreigeschossiges Fachwerkhaus mit Gefachen aus Ziegelstein. Das Haus hat eine übergiebelte Veranda und Holzbalkone in den oberen Etagen. Das Haus wurde als sog. Fremden-Villa als Gästehaus errichtet. Die Schankkonzession der Bahnhofswirtschaft wurde 1898/1898 auf die Villa Silva ausgedehnt. Zusammen mit dem 1905 erbauten sog. Speisesaal (Christianshütte 12) bildete dieses Areal den sog. Curpark zu Christianshütte. Das Gelände war – und ist heute noch – größtenteils mit Backsteinpfeiler umfriedet. | 1890-1893              | 50821 DDB  |
| Evangelische Kirche  | Evangelische Kirche                                    | Eckerstraße o. Nr. LageFlur: 6, Flurstück: 127/1                                           | Die Kirche ist ein frei in der Ortsmitte gelegener Bau. Die jetzige, größtenteils neuere Terrassenmauer deutet noch den angehobenen alten Kirchhof an. Am Eingangsportal stehen mehrere rundbogige, barocke Grabsteine. Der hohe Wehrturm des 11. Jahrhunderts weist Tonnengewölbe in den beiden Untergeschossen auf. Auch das Kirchenschiff ist im Kern romanisch, wurde 1696 verlängert und dreiseitig geschlossen. Das Gebäude verfügt über eine schlichte Holztonnendecke. Um 1700 wurde die einseitige Empore, Kanzel und Marmormensa geschaffen. | 1125 bis 1175          | 50791 DDB  |
| Bild gesucht BW      | Hofanlage                                              | Eckerstraße 12 LageFlur: 6, Flurstück: 130/2                                               | | 1835 bis 1885          | 50789 DDB  |
| Bild gesucht BW      | Hofanlage                                              | Eckerstraße 17 LageFlur: 6, Flurstück: 105/2                                               | | Anfang 18. Jahrhundert | 50797 DDB  |
| Bild gesucht BW      | Evangelisches Pfarrhaus                                | Eckerstraße 19 LageFlur: 6, Flurstück: 108/2                                               | | 1835 bis 1845          | 50795 DDB  |
| Bild gesucht BW      | Ehemalige Finstermühle (Gesamtanlage) und Mühlenbrücke | Gesamtanlage Am Bahnhof 9/11 Lage                                                          | | 1725 bis 1775          | 50812 DDB  |
| Bild gesucht BW      | Gesamtanlage                                           | Gesamtanlage Christianshütte Lage                                                          | | 1783                   | 50816 DDB  |
| Denkmal 1914/18      | Denkmal 1914/18                                        | Heckholzhäuser Straße o. Nr. LageFlur: 6, Flurstück: 65/1                                  | | Anfang 20. Jahrhundert | 50798 DDB  |
| Bild gesucht BW      | Wohnhaus                                               | Hohl 1 LageFlur: 6, Flurstück: 95                                                          | | 1725 bis 1775          | 50800 DDB  |
| Denkmal 1870/71      | Denkmal 1870/71                                        | Mittelstraße o. Nr. LageFlur: 4, Flurstück: 8/2                                            | | 1898                   | 50787 DDB  |
| Bild gesucht BW      | Laufbrunnen                                            | Mittelstraße o. Nr. (Ecke Eckerstraße) LageFlur: 6, Flurstück: 121/1                       | | 1855 bis 1865          | 50794 DDB  |
| weitere Bilder       | Ehemalige Synagoge                                     | Mittelstraße 36a, 36 LageFlur: 6, Flurstück: 117/3, 117/4                                  | 1816 entstand eine erste Synagoge im Ort, die 1877 erweitert und renoviert wurde. Die jüdische Gemeinde mit ihren Filialorten Obertiefenbach, Heckholzhausen, Gaudernbach und Wirbelau besaß zu diesem Zeitpunkt rund 180 Mitglieder. Bis zu den hohen Feiertagen im Herbst 1938 wurden in der Synagoge Gottesdienste abgehalten. Das Gebäude ist ein zweigeschossiger, zweiteiliger Massivbau aus Ziegelmauerwerk. Im größeren Teil befand sich im ersten Obergeschoss der Synagogensaal und im Erdgeschoss bis 1904 der Schulraum. Im seitlichen kleineren Teil waren der Eingang, das Treppenhaus, die Empore und das rituelle Bad. Im Innenraum ist die Veränderung der ursprünglichen Fenster noch als unverputztes Mauerwerk erkennbar. Die Decke des Gebetsraumes ist noch im ursprünglichen Zustand erhalten. Auf blauem Untergrund sind goldene Sterne gemalt. Die Frauenempore sowie die Mikwe sind ebenfalls noch vorhanden. | 1877                   | 50805 DDB  |
| Bild gesucht BW      | Wohnhaus                                               | Mittelstraße 37 LageFlur: 5, Flurstück: 115/4                                              | | 1695 bis 1705          | 50802 DDB  |
| Bild gesucht BW      | Wohnhaus                                               | Mittelstraße 48 LageFlur: 4, Flurstück: 16/1                                               | | 1795 bis 1805          | 50803 DDB  |
| Bild gesucht BW      | Wohnhaus                                               | Mittelstraße 56 LageFlur: 4, Flurstück: 107/1                                              | | 1773                   | 50806 DDB  |
| Bild gesucht BW      | Wohnhaus                                               | Mittelstraße 58 LageFlur: 4, Flurstück: 106/1                                              | | 1855 bis 1865          | 50809 DDB  |
| Bild gesucht BW      | Brücke der ehemaligen Kerkerbach Bahn                  | Ober der Finstermühle, Kerkerbach LageFlur: 13, Flurstück: 1, 10/5, 18/2                   | | 1886                   | 50814 DDB  |
| Ehemalige Dampfmühle | Ehemalige Dampfmühle                                   | Obertiefenbacher Straße 22 LageFlur: 2, Flurstück: 63/1                                    | Die Dampfmühle wurde um 1880 als Unternehmen einer Genossenschaft dreier wohlhabender Bauernfamilien aus dem Ort als Großmühle mit angeschlossener Großbäckerei errichtet. Der dreigeschossige, gut erhaltene Bau wurde in grauem Bruchstein ausgeführt. Durch seine „sachliche Gestaltung“, den straßenseitigen Giebelrisaliten und die in roten Ziegeln ausgeführten Gesimse, Bögen und Fenstereinfassungen erhält das Gebäude eine „industriehafte Gestalt“. | 1875 bis 1885          | 50808 DDB  |
| Bild gesucht BW      | Jüdischer Friedhof                                     | Pfarrstück o. Nr., Heckholzhäuser Straße LageFlur: 6, Flurstück: 65/1, 65/2                | |                        | 50799 DDB  |